# Samuel Giers
Carl Samuel Giers, född 12 februari 1980 i Gagnefs församling, Kopparbergs län, är en svensk trumslagare som spelar i bandet Viktor & the Blood sedan 2013. Tidigare spelade han i Borlängebandet Mando Diao.
Giers är uppvuxen i Gagnef med mor, far och två bröder. Han blev tidigt intresserad av musik och spelade som yngre trummor i ett death metal-band. Giers och Gustaf Norén, en av sångarna i Mando Diao, har känt varandra sedan barnsben. Under gymnasiet gick Giers en estetisk linje i Falun och lärde där känna Carl-Johan Fogelklou. Han spelade trummor i lo-fi popbandet Cone Whaley i Falun.
Mando Diao (som då gick under namnet Butler) erbjöd Giers och Fogelklou plats i bandet. Giers fick dock sparken från bandet i april 2011. Själv har han sagt att det var oförklarligt varför han fick sparken.

## Fotnoter
1. ↑  ”Det finns ingen riktigt förklaring. Man kanske glider ifrån varandra. Men nu med lite perspektiv på allting så var det tydligt att det inte var mening att jag skulle fortsätta.” Samuel Giers. Aftonbladet. 3 maj 2013. Läst 19 oktober 2013.